# I’m Not Missing You
I'm Not Missing You to popowa piosenka napisana przez Keir "KayGee" Gist, dla Stacie Orrico na jej trzeci studyjny album Beautiful Awakening. Utwór wydany 3 października 2006 (w Ameryce Północnej) został pierwszym singlem promującym płytę.

## Listy przebojów
| Państwo                                     | Pozycja |
| ------------------------------------------- | ------- |
| US Billboard Bubbling Under Hot 100 Singles | 19      |
| UK Top 200                                  | 22      |
| UK R&B Singles Chart                        | 8       |
| J-Wave Tokio Hot 100                        | 4       |
| Oricon Top 100                              | 32      |
| ARIA Top 40                                 | 26      |
| NIemcy Top 100                              | 32      |
| Austria Top 75                              | 39      |
| RIANZ Top 40                                | 18      |
| IRMA Top 20                                 | 38      |
| Dutch Top 40                                | 38      |
| Mega Top 50                                 | 44      |
| Holandia Top 100                            | 30      |
| Polska Top 50                               | 12      |
| Szwecja Top 100                             | 25      |
| Meksyk Alfa Radio Top 10                    | 5       |
| Czech IPFI Top 100                          | 11      |
| Meksyk Top 100                              | 89      |
| Świat Top 40                                | 38      |
| Południowa Afryka                           | 1       |